# Bernard Zadi Zaourou
Bernard Zadi Zaourou o Bottey Zadi Zaourou (Soubré, 1938 - 20 de març de 2012) va ser un escriptor i polític ivorià, ministre de cultura amb el govern de Daniel Kablan Duncan del 1993. És considerat un escriptor feminista i teòric de l'estètica «Didiga».

## Obres
- Fer de lance, livre I, 1975
- Césarienne (Fer de lance, livre II)
- Aube prochaine
- Les chants du souvenir

Teatre
- 1968: Sorry Lombe
- 1974: Les sofas et L'œil
- 1979: La tignasse
- 1981: La termitière
- 1984: Le secret des dieux
- 1984: Le Didiga de Dizo
- 1985: La guerre des femmes